# Eozonella
Eozonella is een geslacht van uitgestorven slangsterren uit de familie Ophiolepididae. Vertegenwoordigers van dit geslacht zijn slechts als fossiel bekend.

## Soorten
- Eozonella bathonica (Hess, 1964) †
- Eozonella bergeri Thuy, Marty & Comment, 2013 †
- Eozonella oertlii (Hess, 1965) †